# The Girl on the Bus
«The Girl on the Bus» (с англ. — «Девочка в автобусе») — двенадцатая серия тридцатого сезона мультсериала «Симпсоны». Впервые вышла 13 января 2019 года в США на телеканале «FOX».

## Сюжет
Новости «6-го канала» начинаются историей города о создании и развитии Спрингфилда, которая приводит к школьному автобусу, на котором Лиза и Барт ездят в школу каждый день. В автобусе Лиза желает, чтобы у неё был близкий друг. Через окно она замечает девочку, сидящую на переднем крыльце дома и играющую на кларнете.
На следующий день, не стерпев хаос, вызванный детьми, Лиза просит Отто остановить автобус, и он высадил её. Она находит дом девочки и через окно дома замечает, как она плачет. Лиза знакомится с девушкой, которую зовут Сэм Монро, и обнаруживает, что у них много общего.
Родители Сэм приглашают Лизу на ужин, на котором спрашивают её о её семье. Не желая раскрывать свою неловкую семью, Лиза лжёт, говоря, что её папа, Гомер, — скульптор; мама, Мардж, — химик; младшая сестра, Мэгги, — профессор, а Барта вовсе не существует. Семья Монро хотели бы встретиться с семьёй Лизы, но потом рассказывают, что они должны переехать…
Когда отец Сэм отвозит Лизу домой, она просит Неда Фландерса притвориться, что он её отец.
Вскоре семья Сэм объявляет, что они не переезжают. Не желая, чтобы её ложь разоблачили, Лиза опять лжёт, что её родители едут… в Литву. Затем она начинает короткую двойную жизнь с семьёй Монро и её собственной (с утра до вечера дома, а с вечера до утра — с Монро).
Через некоторое время Мардж ловит её. Мардж заставляет Лизу не стыдиться и пригласить семью Сэм на ужин, однако и говорит Гомеру вести себя как следует.
За обеденным столом Гомер использует подсказки, которые Мардж дала ему, чтобы поговорить, но затем, когда отец Сэма спрашивает Гомера о его жизни, Лиза, наконец, признаёт, что солгала о своей семье. Удивительно, но семья Сэм не расстроена, потому что они сами лгали о себе, чтобы произвести впечатление на Лизу (хотя и о незначительных вещах). Затем Барт приглашает всех потусоваться в своей отремонтированной комнате, над которой он тайно работал, пока все были сосредоточены на Лизе.
В финальной сцене показано, как со временем комната Барта становится хитом, и он приглашает всех в свою комнату (включая семью Монро), где происходит тусовка всех, кроме Гомера и Мардж. Назначенный Бартом Нельсон Манц действительно впускает… но только Мардж.

## Культурные отсылки и интересные факты
- В сцене на диване участвует Танос, злодей из Кинематографической вселенной Marvel[1]
- Переписываясь с Лизой, Гомер использует интернет-мем с самим собой из серии «Homer Loves Flanders»[2][3].

## Отношение критиков и публики
Во время премьеры на канале Fox эпизод просмотрели 8.20 млн человек с рейтингом 3.2, что сделало его самым популярным шоу на канале Fox в ту ночь, и в 30 сезоне в целом. Деннис Перкинс из «The A.V. Club» дал эпизоду оценку D+, сказав, что серию «…когда есть наследие написания замечательных историй о Лизе, и вы плохо это делаете, неудача становится гораздо более очевидной».
Тони Сокол из Den of Geek дал серии 3.5/5 звёзд.
На сайте The NoHomers Club согласно голосованию большинство фанатов оценили серию на 3/5 со средней оценкой 3.12/5.